# Copa del Mundo de Skeleton 2019–20
La Copa del Mundo de Skeleton 2019–20 es una serie de varias carreras durante una temporada en Skeleton. La temporada empezó el 7 de diciembre de 2019 en Lake Placid, Estados Unidos, y concluye el 16 de febrero de 2020 en Sigulda, Letonia. La Copa del Mundo está organizada por la IBSF (antiguamente la FIBT), que también organiza Copas del Mundo y Campeonatos en bobsleigh. La temporada es patrocinada principalmente por BMW.

## Calendario
| Lugar        | Fecha                    |
| Lake Placid  | 7–8 de diciembre de 2019 |
| Lake Placid  | 13 de diciembre de 2019  |
| Winterberg   | 5 de enero de 2020       |
| La Plagne    | 10 de enero de 2020      |
| Igls         | 17 de enero de 2020      |
| Königssee    | 24 de enero de 2020      |
| Sankt Moritz | 31 de enero de 2020      |
| Sigulda      | 15–16 de febrero de 2020 |

## Resultados

### Hombres
| Evento        | Oro                | Tiempo                      | Plata             | Tiempo                      | Bronce                     | Tiempo                                                  |
| Lake Placid 1 | Axel Jungk         | 1:46,32 (53,12 / 53,20)     | Martins Dukurs    | 1:46,44 (53,14 / 53,30)     | Alexandr Tretiakov         | 1:46,71 (53,17 / 53,54)                                 |
| Lake Placid 2 | Alexandr Tretiakov | 1:46,55 (52,87 / 53,68)     | Martins Dukurs    | 1:46,59 (52,90 / 53,69)     | Felix Keisinger            | 1:46,97 (53,25 / 53,72)                                 |
| Winterberg    | Yun Sung-bin       | 1:52,95 (56,36 / 56,59)     | Alexander Gassner | 1:53,00 (56,62 / 56,38)     | Axel Jungk                 | 1:53,03 (56,63 / 56,40)                                 |
| La Plagne     | Alexandr Tretiakov | 1:58,90 (59,28 / 59,62)     | Martins Dukurs    | 1:59,27 (59,60 / 59,67)     | Geng Wenqiang Yun Sung-bin | 2:00,29 (1:00,07 / 1:00,22) 2:00,29 (1:00,07 / 1:00,22) |
| Innsbruck     | Martins Dukurs     | 1:44,50 (52,34 / 52,16)     | Yun Sung-bin      | 1:44,92 (52,66 / 52,26)     | Alexandr Tretiakov         | 1:44,94 (52,53 / 52,41)                                 |
| Königssee     | Alexandr Tretiakov | 1:40,27 (50,15 / 50,12)     | Yun Sung-bin      | 1:40,33 (49,98 / 50,35)     | Felix Keisinger            | 1:40,66 (50,62 / 50,04)                                 |
| Sankt Moritz  | Martins Dukurs     | 2:15,89 (1:07,73 / 1:08,16) | Felix Keisinger   | 2:16,20 (1:07,98 / 1:08,22) | Axel Jungk                 | 2:16,23 (1:07,79 / 1:08,44)                             |
| Sigulda       | Martins Dukurs     | 1:40,09 (50,15 / 49,94)     | Tomass Dukurs     | 1:40,90 (50,54 / 50,36)     | Yun Sung-bin               | 1:41,15 (50,36 / 50,79)                                 |

### Mujeres
| Evento        | Oro                | Tiempo                      | Plata              | Tiempo                      | Bronce             | Tiempo                      |
| Lake Placid 1 | Jacqueline Lölling | 1:49,76 (54,79 / 54,97)     | Janine Flock       | 1:50,00 (54,99 / 55,01)     | Tina Hermann       | 1:50,47 (55,11 / 55,36)     |
| Lake Placid 2 | Yelena Nikítina    | 1:49,93 (54,76 / 55,17)     | Jacqueline Lölling | 1:51,05 (55,23 / 55,82)     | Janine Flock       | 1:51,11 (55,54 / 55,57)     |
| Winterberg    | Tina Hermann       | 1:56,21 (58,10 / 58,11)     | Mirela Rahneva     | 1:56,24 (58,23 / 58,01)     | Janine Flock       | 1:56,37 (58,21 / 58,16)     |
| La Plagne     | Yelena Nikítina    | 2:02,72 (1:01,37 / 1:01,35) | Janine Flock       | 2:03,37 (1:01,49 / 1:01,88) | Jacqueline Lölling | 2:03,58 (1:01,76 / 1:01,82) |
| Innsbruck     | Jacqueline Lölling | 1:47,44 (53,82 / 53,62)     | Janine Flock       | 1:47,46 (53,77 / 53,69)     | Megan Henry        | 1:47,70 (53,80 / 53,90)     |
| Königssee     | Tina Hermann       | 1:42,79 (51,55 / 51,24)     | Jacqueline Lölling | 1:42,97 (51,64 / 51,33)     | Yelena Nikítina    | 1:43,20 (51,61 / 51,59)     |
| Sankt Moritz  | Tina Hermann       | 2:19,87 (1:10,05 / 1:09,82) | Jacqueline Lölling | 2:20,28 (1:10,24 / 1:10,04) | Janine Flock       | 2:20,60 (1:10,25 / 1:10,35) |
| Sigulda       | Yelena Nikítina    | 1:43,87 (51,85 / 52,02)     | Marina Gilardoni   | 1:44,21 (52,36 / 51,85)     | Janine Flock       | 1:44,31 (52,29 / 52,02)     |